# Glacies coracina
Glacies coracina là một loài bướm đêm trong họ Geometridae.

## Hình ảnh

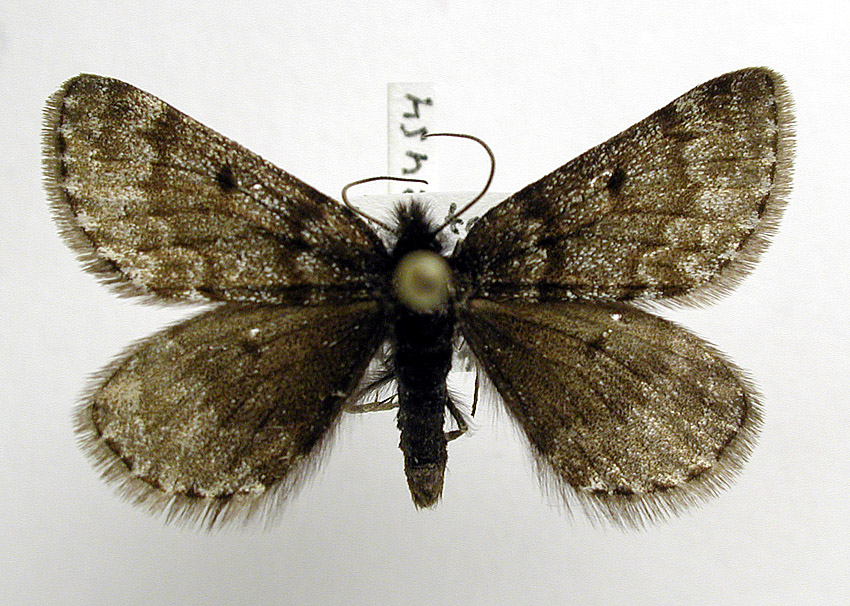
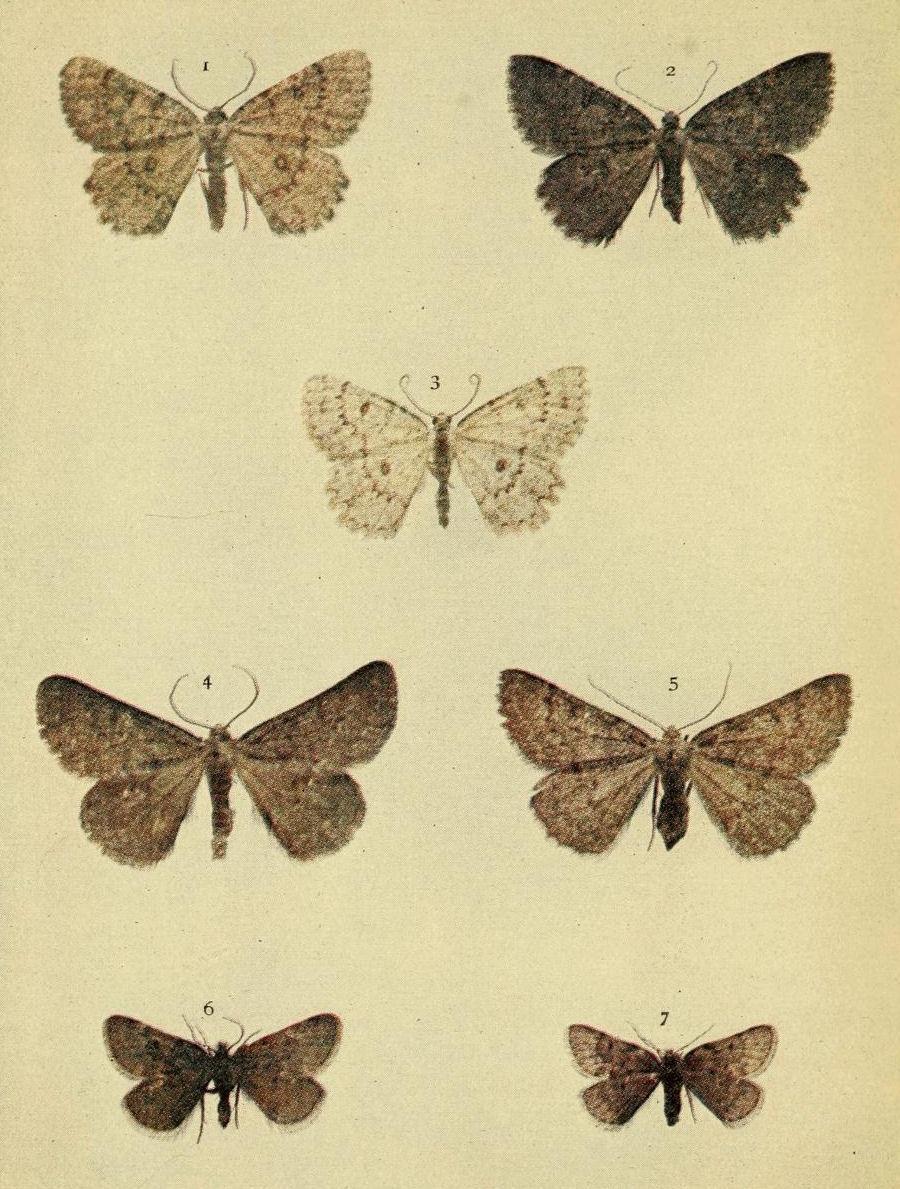